# Mori Calliope
Mori Calliope (森カリオペ, Mori Kariope) est une youtubeuse virtuelle affilée à l'agence Hololive Production. Elle est membre du groupe Hololive English – Myth (alias HoloMyth) aux côtés de Takanashi Kiara (ja), Ninomae Ina'nis (ja), Gawr Gura et Watson Amelia (ja). Elle a fait ses débuts le 12 septembre 2020. Ses diffusions en direct se concentrent sur le divertissement et consistent principalement en du Let's Play, du karaoké et des discussions avec le public. Elle fait également de la musique et a sorti plusieurs albums.

## Création du personnage
Hololive Production a annoncé des auditions pour les anglophones du 23 avril au 24 mai 2020, à la suite du succès mondial des VTubeuses japonaises. Par la suite, Hololive a annoncé l'arrivée de la première génération anglophone, des VTubeuses nommées HoloMyth. Cette génération, en plus de Calliope, est composée de Takanashi Kiara (ja), Ninomae Ina'nis (ja), Gawr Gura et Watson Amelia (ja).
La conception de Mori Calliope a été illustrée par Yukisame. L'histoire fictive de Calliope la décrit comme la « première apprentie de la Faucheuse » qui a dû commencer une carrière de VTuber pour pouvoir collecter des âmes plus facilement. Son personnage rappelle le shinigami.

## Activités
Mori Calliope a fait ses débuts avec les autres membres de Hololive English Myth le 12 septembre 2020. Elle sort son premier EP, Dead Beats, le 17 octobre 2020 et s'est classé 23e parmi les albums de musiques dans le classement de Oricon. Elle a sorti son premier single Cursed Night le 2 novembre 2020. Le 4 avril 2021, elle sort un autre EP, Your Mori qui s'est classé 35e au classement Oricon.
En avril 2022, Mori annoncé qu'elle a signé avec un nouveau label de musique : EMI Records et cette collaboration débute avec son troisième EP, Shinigami Note. L'EP est sorti le 20 juillet 2022 et s'est classé 9e au classement Oricon. Le 11 octobre 2022, son premier album Sinderella est annoncé pour le 16 décembre; les thèmes de l'album incluent les sept péchés capitaux et la culpabilité personnelle. Il s'est classé 28e au classement Oricon. Le 18 août 2023, elle sort un autre EP, Jigoku 6 ; il s'est classé au 16e au classement Oricon. En mai 2024, son deuxième album, Phantomime est annoncé pour le 16 août 2024.
Le rap de Mori est connue pour son fort caractère. En effet, Katie Gill de Anime Feminist a décrit son rap très familier comme une exception à l'utilisation généralisée des thèmes des idoles japonaises au sein de Hololive. Teddy Cambosa de Anime Corner a déclaré que son « style de rap s'aligne sur la montée en puissance d'autres grands VTubers qui se tournent désormais vers une préférence plus occidentale au lieu des musiques de base des idoles japonaises ».
Dans une interview donnée par Crunchyroll en août 2022, pour répondre à quelle musique était la plus influente pour elle, Mori explique son intérêt pour le rap qui avait été suscité pour la première fois par le hip hop japonais, citant le style et l'intensité uniques du genre. Elle cite également le duo Fake Type comme source d'inspiration pour sa carrière de rappeuse.
Le 21 juillet 2022, le premier concert solo de Mori, New Underworld Order, a lieu au Toyosu Pit à Tokyo. Un Blu-ray du concert est sorti le 3 mai 2023. En juillet 2023, elle sort Future Island, une chanson commémorant le volume 106 du manga One Piece. En décembre 2023, elle remporte le prix du meilleur Vtuber dans la catégorie Musique aux Vtuber Awards de 2023.
En plus de la musique, Mori fait des Let's Play en direct sur sa chaîne. Lors d'une diffusion en direct de décembre 2020, elle a passé au moins 90 minutes à demander au développeur de jeux vidéo Atlus de lui permettre de diffuser l'un de leurs jeux, Shin Megami Tensei: Persona 3 (il n'y a pas de doctrine d'utilisation équitable dans la loi japonaise sur le droit d'auteur, c'est pourquoi les VTubers demandent souvent l'autorisation aux développeurs de diffuser leurs jeux), que Petrit Baillet de Dot Esports a décrit comme « une partie célèbre de sa carrière de streameuse ». En juin 2022, elle a admis ses regrets pour le stream. En janvier 2023, elle diffuse pour la première fois Persona 3 sur sa chaîne YouTube.
En septembre 2021, Mori est apparue à Calgary Expo et Fan Expo Dallas dans le cadre de la tournée nord-américaine de Hololive English. Elle est également apparue au Anime Festival Asia en tant qu'invitée musicale à deux reprises : en 2022 et 2023. En novembre 2023, elle est apparue à Anime NYC en tant qu'invitée. En décembre 2023, elle est apparue à Anime Frontier en tant qu'invitée également. En mars 2024, Mori et Warner Bros. ont annoncé qu'elle chanterait le thème du générique de fin de l'anime Suicide Squad Isekai, intitulé Go-Getters.

## Discographie

### Albums
| Titre      | Année | Meilleure position | Meilleure position | Meilleure position | Meilleure position | Meilleure position | Meilleure position | Meilleure position | Ventes                  | Ref    |
| Titre      | Année | JPN                | JPN Comb.          | JPN Hot            | UK Down.           | US Heat.           | US Curr.           | US World           | Ventes                  | Ref    |
| ---------- | ----- | ------------------ | ------------------ | ------------------ | ------------------ | ------------------ | ------------------ | ------------------ | ----------------------- | ------ |
| UnAlive    | 2022  | —                  | —                  | 34                 | 45                 | —                  | —                  | —                  | 1156                    | [ 35 ] |
| Sinderella | 2022  | 28                 | 34                 | 17                 | 80                 | 11                 | 61                 | —                  | - (CD) 2756 - (DL) 791, | [ 12 ] |
| Phantomime | 2024  | 12                 | 18                 | 13                 | —                  | 5                  | 9                  | 4                  | 4143                    | [ 14 ] |

### Extended play
| Titre          | Année | Meilleure position | Meilleure position | Meilleure position | Meilleure position | Meilleure position | Meilleure position | Meilleure position | Ventes                  | Ref    |
| Titre          | Année | JPN                | JPN Comb.          | JPN Hot            | UK Down.           | US Heat.           | US Sales           | US World           | Ventes                  | Ref    |
| -------------- | ----- | ------------------ | ------------------ | ------------------ | ------------------ | ------------------ | ------------------ | ------------------ | ----------------------- | ------ |
| Dead Beats     | 2020  | —                  | 44                 | —                  | —                  | —                  | —                  | —                  | 2847                    | [ 5 ]  |
| Your Mori.     | 2021  | 35                 | 42                 | 12                 | —                  | —                  | —                  | —                  | - (CD) 2551 - (DL) 1381 | [ 8 ]  |
| Shinigami Note | 2022  | 9                  | 11                 | 5                  | 78                 | —                  | —                  | —                  | - (CD) 7789 - (DL) 942  | [ 10 ] |
| Jigoku 6       | 2023  | 16                 | 24                 | 8                  | —                  | 6                  | 25                 | 8                  | - (CD) 3186 - (DL) 496  | [ 13 ] |

### Singles
| Titre                                         | Année | Featuring               | Meilleure position | Meilleure position | Meilleure position | Ventes    | Ref    |        |
| Titre                                         | Année | Featuring               | JPN DS             | JPN DL             | US World           | Ventes    | Ref    |        |
| --------------------------------------------- | ----- | ----------------------- | ------------------ | ------------------ | ------------------ | --------- | ------ | ------ |
| Cursed Night                                  | 2020  |                         | —                  | —                  | —                  |           | [ 7 ]  |        |
| Off with Their Heads                          | 2021  |                         | —                  | —                  | —                  |           | [ 49 ] |        |
| Ibasho (居場所)                               | 2021  |                         | —                  | —                  | —                  |           | [ 49 ] |        |
| Spiral Tones                                  | 2021  | Rikka                   | —                  | —                  | —                  |           | [ 49 ] |        |
| End of a Life                                 | 2021  |                         | —                  | 84                 | —                  |           | [ 49 ] |        |
| Graveyard Shift                               | 2021  | Boogey Voxx             | —                  | —                  | —                  |           | [ 49 ] |        |
| Dawn Blue                                     | 2021  |                         | —                  | 50                 | —                  |           | [ 52 ] |        |
| Journey Like a Thousand Years                 | 2022  | Hololive English -Myth- | —                  | —                  | —                  |           | [ 53 ] |        |
| Q                                             | 2022  | Gawr Gura               | —                  | —                  | 7                  |           | [ 55 ] |        |
| CapSule                                       | 2022  | Hoshimachi Suisei (ja)  | —                  | —                  | 12                 |           | [ 57 ] |        |
| Mera Mera                                     | 2022  |                         | —                  | 95                 | —                  |           | [ 59 ] |        |
| Holy Shitto (Holy嫉妬)                        | 2022  |                         | —                  | —                  | —                  |           | [ 60 ] |        |
| Reaper vs. Sheep -Ouen ver.-                  | 2022  | Tsunomaki Watame        | —                  | —                  | —                  |           | [ 61 ] |        |
| Reaper vs. Sheep -Kenko ver.-                 | 2022  | Tsunomaki Watame        | —                  | —                  | —                  |           | [ 62 ] |        |
| Non-Fiction                                   | 2022  | Hololive English -Myth- | —                  | —                  | —                  |           | [ 53 ] |        |
| I'm Greedy                                    | 2022  |                         | —                  | —                  | —                  |           | [ 63 ] |        |
| Nezumi Scheme                                 | 2022  |                         | —                  | —                  | —                  |           | [ 64 ] |        |
| Connect the World                             | 2023  | Hololive English        | —                  | —                  | —                  |           | [ 65 ] |        |
| Future Island (未来島)                        | 2023  |                         | —                  | 73                 | —                  |           | [ 18 ] |        |
| Six Feet Under                                | 2023  |                         | —                  | —                  | —                  |           | [ 67 ] |        |
| Carousel of Imaginary Images (虚像のCarousel) | 2023  | Reol                    | —                  | —                  | —                  |           | [ 68 ] |        |
| Sneaking                                      | 2023  |                         | —                  | —                  | —                  |           | [ 69 ] |        |
| ReUnion                                       | 2024  | Hololive English -Myth- | —                  | —                  | —                  |           | [ 70 ] |        |
| Overkill                                      | 2024  |                         | —                  | —                  | —                  |           |        |        |
| Tide                                          | 2024  | Ai                      | —                  | —                  | —                  |           |        |        |
| Midnight Mayoi                                | 2024  | Kobo Kanaeru            | —                  | —                  | —                  |           |        |        |
| Go-Getters                                    | 2024  |                         | 41                 | 43                 | —                  | (DL) 2900 | [ 74 ] |        |
| Flash Bang                                    | 2024  | PES                     | —                  | —                  | —                  |           |        | [ 75 ] |

### Collaborations
| Titre                    | Année | Artiste                | Meilleure position | Ref    |
| Titre                    | Année | Artiste                | JPN HOT            | Ref    |
| ------------------------ | ----- | ---------------------- | ------------------ | ------ |
| Cloudy Sheep (曇天羊)    | 2020  | Tsunomaki Watame       | —                  |        |
| Crown                    | 2021  | Boogey Voxx            | —                  | [ 76 ] |
| Yona Yona Journey        | 2021  | Taku Inoue             | —                  | [ 49 ] |
| Wicked                   | 2022  | Hoshimachi Suisei (ja) | —                  | [ 77 ] |
| Villain Vibes            | 2022  | AmaLee                 | —                  | [ 78 ] |
| Kira Killer (綺羅キラー) | 2022  | Zutomayo               | 32                 | [ 80 ] |
| Ketatama (ケタタマ)      | 2023  | Kerenmi                | —                  | [ 81 ] |
| Fire N Ice               | 2023  | Takanashi Kiara (ja)   | —                  | [ 82 ] |

## Distinctions
| Année | Organisateur(s)   | Prix                    | Résultat   | Ref    |
| ----- | ----------------- | ----------------------- | ---------- | ------ |
| 2023  | The Vtuber Awards | Meilleur VTuber Musique | Lauréat    | [ 83 ] |
| 2024  | The Vtuber Awards | Meilleur VTuber Musique | Nomination | ,      |